# Witali Walerjewitsch Botnar
Witali Walerjewitsch Botnar (russisch Виталий Валерьевич Ботнарь; * 19. Mai 2001 in Bălți, Moldawien) ist ein russischer Fußballtorwart.

## Karriere

### Verein
Botnar begann seine Karriere bei Sokol Moskau. Zur Saison 2014/15 wechselte er in die Jugend von Lokomotive Moskau. Zur Saison 2019/20 rückte er in den Kader des drittklassigen Farmteams Lokomotive-Kasanka Moskau. Für Kasanka kam er bis zur Winterpause einmal in der Perwenstwo PFL zum Einsatz.
Im Februar 2020 wechselte Botnar zum Zweitligisten Torpedo Moskau. Für Torpedo debütierte er dann im März 2020 in der Perwenstwo FNL. Bis zum COVID-bedingten Saisonabbruch stand er in beiden Spielen der Moskauer im Tor. Zur Saison 2020/21 verpflichtete Torpedo Jewgeni Konjuchow, gegen den Botnar häufig das Nachsehen hatte. Konjuchow verließ Moskau aber bereits in der Winterpause und wurde durch Alexander Dowbnja ersetzt. Nachdem dieser in die Rückrunde zunächst als Einsertormann gestartet war, setzte sich Botnar im März 2021 gegen ihn durch und sicherte sich einen Stammplatz. In der Saison 2020/21 kam er insgesamt zu 23 Zweitligaeinsätzen.
In der Saison 2021/22 war er weiterhin gesetzt und machte 36 Spiele in der FNL. Mit Torpedo stieg er zu Saisonende in die Premjer-Liga auf. Im Juli 2022 gab er gegen den FK Sotschi sein Debüt im Oberhaus. Nach vier Einsätzen verletzte er sich im August 2022 am Kreuzband, nach seiner Genesung war er im Frühjahr 2023 nur noch Ersatzmann für Jegor Baburin. Mit Torpedo stieg er direkt wieder aus der Premjer-Liga ab. Botnar blieb der Liga aber erhalten und wechselte zur Saison 2023/24 zum FK Nischni Nowgorod. Für Nischni Nowgorod kam er aber nur im Pokal zu vier Einsätzen.
Im Februar 2024 kehrte Botnar wieder zum Zweitligisten Torpedo Moskau zurück.

### Nationalmannschaft
Der gebürtige Moldawe Botnar spielte zwischen 2017 und 2019 15 Mal für russische Jugendnationalauswahlen.